# Listriella kensleyi
Listriella kensleyi is een vlokreeftensoort uit de familie van de Liljeborgiidae. De wetenschappelijke naam van de soort is voor het eerst geldig gepubliceerd in 1996 door Ortiz & Lalana.